# Ludmila Hamplová
Ludmila Hamplová (* 1985 Česká Třebová) je česká novinářka a spisovatelka.
Vystudovala psychologii na Masarykově univerzitě. Je redaktorkou Zdravotnického deníku a projektu Manipulátoři.cz. V současnosti pracuje na odboru Stratkom plukovníka Foltýna. V letech 2011–2013 byla redaktorkou Lidových novin. Zabývá se především tématy zdravotnictví a dezinformací. Za svou novinářskou práci obdržela Novinářskou cenu Psychiatrické společnosti České lékařské společnosti Jana Evangelisty Purkyně a v roce 2015 pak ocenění od Koalice pro podporu očkování. Je také autorkou facebookových stránek pro pacientky s endometriózou.